# Ибн Хафаджа аль-Андалуси
Абу Исхак Ибрахим ибн Хафаджа аль-Андалуси, известный как Ибн Хафаджа (араб. ابن خفاجة‎; 1058 или 1060 — 25 июня 1138 или 1139) — арабский поэт из мусульманской Испании (аль-Андалус). 

## Биография
Родился в Альсире около Валенсии, где прожил первую половину своей жизни. Жил в период правления династии Альморавидов. Происходил из богатой семьи, имевшей арабо-берберские корни. Входил в окружение Ибн Тифилвита, губернатора Сарагосы. При жизни был очень известен у себя на родине.
Когда в 1118 году Валенсия была взята испанцами, уехал в Северную Африку, где жил в собственном имении и продолжал занятия поэзией. Никогда не был женат.
Большинство стихов Ибн Хафаджи представляют собой либо воспевание красоты природы, либо панегирики, несмотря на то, что он никогда не искал себе богатых покровителей, поскольку не нуждался в деньгах. Одним из самых известных его панегириков является посвящение Юсуфу ибн Ташфину, который начал отвоевание области Валенсии у испанцев в начале 1100-х годов. Язык его поэзии считается простым и вместе с тем — одним из самых оригинальных среди арабских поэтов. Три его стихотворения были положены на музыку композитором Мохаммедом Фарузом.